# Förrädiskt förfarande
Förrädiskt förfarande eller perfiditet[källa behövs] är ett begrepp i krigföring, som innebär att en kombattant framställer sig som fredlig eller obeväpnad i syfte att skada, döda eller tillfångata en fiende.
Förrädiskt förfarande är förbjudet enligt artikel 37 i protokoll I, ett tillägg till Genèvekonventionerna. Dessa regler förbjuder stridande parter att döda, såra eller fånga någon medan de bär vit flagg, är maskerade som sårade, är civilklädda eller bär märken för Förenta Nationerna eller andra fredliga observatörsstyrkor. Krigslister räknas inte som förrädiskt förfarande. Förrädiskt förfarande är en krigsförbrytelse.